# Garab
Garāb (farsi گراب) è una città dello shahrestān di Kuhdasht, circoscrizione di Torhan, nella provincia del Lorestan. Aveva, nel 2016, una popolazione di 3.295 abitanti.